# Listenregel
Als Listenregeln bezeichnet man die in einem Präferenzabkommen genannten Be- oder Verarbeitungen, die an Vormaterialien ohne Ursprungseigenschaft vorgenommen werden müssen, damit dem hergestellten Erzeugnis die Ursprungseigenschaft zuerkannt wird.
Die Listenregeln werden nach HS-Nummern geordnet in einem Anhang zum jeweiligen Präferenzabkommen festgelegt.
Vereinfacht ausgedrückt werden in den als Anhang zu den Abkommen festgelegten Listen die jeweiligen Arbeitsschritte erfasst, welche in einem Staat be- oder verarbeitete Waren, deren Ursprung in einem anderen Staat liegt, rechtlich den Waren mit Ursprung in dem Staat der Be- oder Verarbeitung gleichstellen.
Als Beispiel sei eine Dieselmotorfabrik in Land A genannt. Die Bauteile des Motors kommen aus Land B und haben im Einkauf einen Wert von 80 Euro. Dieser Dieselmotor wird vollständig aus diesen Bauteilen aus Land B zusammengesetzt und der Verkaufspreis liegt bei 190 Euro. Der Wert der Einzelteile beträgt mit 80 Euro ca. 42 % des Verkaufspreises von 190 Euro. Der Dieselmotor gilt somit nicht als Ursprungserzeugnis von Land A, da die Wertschöpfung unter der in der Listenregel (siehe unten) geforderten liegt. Hätte der Motor einen Verkaufspreis von 200 Euro, wäre die Voraussetzung (Wertanteil der Bauteile nicht über 40 % vom Verkaufspreis) genau erfüllt, da dieser Wert nicht überschritten werden darf. Der Motor wäre dann ein Ursprungserzeugnis von Land A und fiele unter das Präferenzabkommen.
| HS-Position | Warenbezeichnung                                                                 | Be- oder Verarbeitungen von Materialien ohne Ursprungseigenschaft, die Ursprung verleihen                                             |
| ----------- | -------------------------------------------------------------------------------- | --- |
| Kapitel 7   | Gemüse, Pflanzen, Wurzeln und Knollen, die zu Ernährungszwecken verwendet werden | Herstellen, bei dem alle verwendeten Vormaterialien des Kapitels 7 vollständig gewonnen oder hergestellt sind                         |
| 8408        | Kolbenverbrennungsmotoren mit Selbstzündung (Diesel- oder Halbdieselmotoren)     | Herstellen, bei dem der Wert aller verwendeten Vormaterialien 40 v. H. des Ab-Werk-Preises der hergestellten Ware nicht überschreitet |

Die Erfüllung der Listenregeln wird, wie die Erfüllung anderer Präferenzregeln auch, durch die jeweils zuständigen Behörden des Ursprungslandes mit der Ausstellung eines Präferenznachweises belegt. Diese sind z. B. EUR.1 oder Form A.